# Victor De Behr
Victor De Behr va ser un waterpolista belga que va competir a cavall del segle xix i el segle xx. El 1900 va prendre part en els Jocs Olímpics de París, on va guanyar la medalla de plata en la competició de waterpolo, tot formant part del Brussels Swimming and Water Polo Club.